# 16 settembre
Il 16 settembre è il 259º giorno del calendario gregoriano (il 260º negli anni bisestili). Mancano 106 giorni alla fine dell'anno.

## Eventi
- 1599 – In Campo de' Fiori, a Roma, viene bruciato al rogo frà Celestino da Verona
- 1620 – Dal porto di Plymouth parte la Mayflower, la nave con a bordo William Brandford e il gruppo dei Padri Pellegrini diretti in America del Nord
- 1658 – Viene firmato il Trattato di Hadjač tra la Confederazione polacco-lituana e i Cosacchi ruteni, il quale concede pari diritti a questi ultimi
- 1776 – Battaglia di Harlem Heights
- 1795 – Il Regno Unito conquista Città del Capo, in Sudafrica
- 1810 – Indipendenza del Messico dalla Spagna, una delle Fiestas Patrias messicane
- 1866 – A Palermo scoppia la Rivolta del sette e mezzo
- 1893 – Corsa alla terra dell'Oklahoma: i coloni corrono per la terra migliore del Cherokee Outlet
- 1904 – In Italia inizia il primo sciopero generale che durerà sino al 21 settembre, innescato dalla strage dei minatori sardi il 4 settembre ad opera dei Carabinieri
- 1908 – Viene fondata la General Motors
- 1920 – Un carretto carico di esplosivo viene fatto esplodere a Wall Street, tra la sede della banca Morgan & Stanley e la Borsa valori. Unico responsabile della strage è l'anarchico italiano Mario Buda. Nell'attentato troveranno la morte 33 persone, duecento il numero dei feriti
- 1940 – Il governo degli Stati Uniti avvia il Selective Training and Service Act, che istituisce la leva militare
- 1941 – Lo scià di Persia Reza Shah Pahlavi è costretto ad abdicare in favore del figlio Mohammad Reza Pahlavi sotto la pressione di Gran Bretagna e URSS
- 1963 – La Malaysia viene formata da Malesia, Singapore, Borneo Settentrionale Britannico e Sarawak
- 1966 – La Metropolitan Opera House di New York apre al Lincoln Center
- 1973 – Il cantautore cileno Víctor Jara viene assassinato per la sua opposizione al regime militare di Augusto Pinochet
- 1975 – La Papua Nuova Guinea ottiene l'indipendenza dall'Australia
- 1976 – Notte delle matite spezzate; azione della polizia argentina contro gli studenti delle scuole superiori
- 1981 – Sugar Ray Leonard sconfigge Thomas Hearns per KO al quattordicesimo round, a Las Vegas, unificando il titolo mondiale di pugilato dei pesi welter
- 1982 – Massacro di Sabra e Shatila
- 1985 – Attentato al Café de Paris di via Veneto, a Roma
- 1987 – Mario Magnotta subisce il celebre scherzo della lavatrice.
- 1991 – Negli Stati Uniti inizia il processo a Manuel Noriega
- 1992 – Mercoledì nero: la sterlina britannica esce dal Sistema monetario europeo e viene svalutata nei confronti del marco tedesco
- 2005 – Viene arrestato a Napoli il boss Paolo Di Lauro

## Nati
Ci sono circa 1 170 voci su persone nate il 16 settembre; vedi la pagina Nati il 16 settembre per un elenco descrittivo o la categoria Nati il 16 settembre per un indice alfabetico.

## Morti
Ci sono circa 500 voci su persone morte il 16 settembre; vedi la pagina Morti il 16 settembre per un elenco descrittivo o la categoria Morti il 16 settembre per un indice alfabetico.

## Feste e ricorrenze

### Civili
Internazionali:
- Giornata internazionale per la preservazione dello strato di ozono

Nazionali:
- Messico – Festa dell'indipendenza
- Malaysia – Festa nazionale
- Papua Nuova Guinea – Festa dell'indipendenza

### Religiose
Cristianesimo:
- San Cipriano, vescovo e martire
- San Cornelio, papa e martire
- Santi Abondio, Abbondazio, Marciano e Giovanni, martiri
- Sant'Andrea Kim Taegon, sacerdote e martire
- Santa Dolcissima, vergine e martire
- Santa Editta di Wilton, badessa
- Sante Einbetta, Vorbetta e Vilbetta, vergini
- Sant'Eufemia di Calcedonia, martire
- Santa Eufemia di Ourense, martire
- Santa Eugenia di Hohenburg, badessa
- San Giovanni Macías, domenicano
- Santa Innocenza, vergine e martire
- Santa Ludmilla di Boemia, martire
- San Martino di Huerta, detto Sacerdote, monaco cistercense e vescovo di Siguenza
- San Niniano di Whithorn, vescovo
- San Prisco martire
- Santi Rogelio e Serviodeo, martiri di Cordova
- San Romolo di Atripalda, diacono
- San Vitale di Savigny, abate
- Santi Vittore, Felice, Alessandro e Papia, martiri
- San Kuksa di Odessa, monaco (Chiese di rito orientale)
- Beati Domenico Shobioye, Michele Timonoya e Paolo Timonoya, martiri
- Beato Ignazio Casanovas Perramon, sacerdote scolopio, martire
- Beati Laureano Ferrer Cardet, sacerdote, Benedetto Ferrer Jordá e Bernardino Martínez Robles, martiri a Valencia
- Beato Louis Aleman (Luigi Ludovico Allemandi), vescovo
- Beata Teresa Cejudo Redondo, salesiana, martire
- Beato Vittore III, papa

Ebraismo:
- 2004 – Rosh haShana 1 Tishri 5765

## Curiosità
Secondo una ricerca americana del 2012 — relativamente alla popolazione nata dal 1973 al 1999 — il 16 settembre è il giorno col maggior numero di nascite.